# Jakub Zachemski
Jakub Zachemski (ur. 1870 w Nowym Targu, zm. 1958) – polski nauczyciel.

## Życiorys
Urodził się w Nowym Targu. Kształcił się w C. K. Gimnazjum św. Anny w Krakowie, gdzie w 1890 ukończył VIII klasę i zdał egzamin dojrzałości (w jego klasie od początku był Maksymilian Wiśniowiecki). Absolwent filologii klasycznej na Uniwersytecie Jagiellońskim. Nauczyciel w gimnazjach w Wadowicach, Nowym Targu (dyrektor Państwowego Gimnazjum w Nowym Targu od 2 lipca 1920 do 30 października 1924), w Krakowie (dyrektor I Państwowego Gimnazjum im. św. Anny w Krakowie od 1 stycznia 1925).
Kierował akcją plebiscytową na Spiszu i Orawie. W sierpniu 1919 r. został pierwszym prezesem Związku Podhalan. Był też prezesem lokalnego Koła Inteligencji Ludowej i Przyjaciół Wsi.
19 kwietnia 1925 otrzymał tytuł Honorowego Obywatela Miasta Nowego Targu. Odznaczony Krzyżem Oficerskim Orderu Odrodzenia Polski (1931) oraz pośmiertnie  Krzyżem Wielkim Orderu Odrodzenia Polski (2019).
W Nowym Targu oraz Krakowie znajduje się ulica jego imienia.